# Shenzhou 7
El Shenzhou 7 (en chino simplificado, 神舟七号; pinyin, shénzhōu qīhào) es el tercer vuelo espacial tripulado chino. Esta misión comenzó la segunda fase del Proyecto 921 del programa espacial chino.
La misión usó una nave espacial tipo Shenzhou y fue lanzada el 25 de septiembre de 2008 a las 21:10 CST desde una lanzadera espacial tipo Larga Marcha 2F (CZ-2F) en el Centro de lanzamiento de satélites de Jiuquan. La duración estimada de esta misión es de tres a cinco días.

## Tripulación
La tripulación de la misión se anunció el 17 de septiembre y estaba compuesta por el comandante Zhai Zhigang y los taikonautas Liu Boming y Jing Haipeng, todos de 42 años de edad. La actividad extravehicular (EVA) sería desarrollada por Zhai Zhigang. La tripulación suplente estaba formada por el comandante Chen Quan y los taikonautas Fei Junlong y Nie Haisheng.

## Paseo espacial
El 27 de septiembre el taikonauta Zhai Zhigang realizó un paseo espacial de 15 minutos, siendo la primera vez que una nave china conseguía una misión semejante, convirtiéndose en el tercer país del mundo que la desarrolla con sus propios medios después de Estados Unidos y la Unión Soviética. Zhai Zhigang, al volver a la nave afirmó:

Me siento muy bien. Saludo desde aquí al pueblo chino y al pueblo del mundo entero. La salida al espacio era agradable. El traje era muy cómodo. Estamos muy orgullosos de nuestra gran nación.

De acuerdo a varias fuentes, entre los cuales se encontrarían físicos chinos, la caminata podría haber sido falsa, habiendo sido realizada bajo el agua, y con el fin de convertirse en una cortina de humo para el problema de intoxicación láctea por melamina en las exportaciones que sufría China en aquel entonces.

## Retorno
El 28 de septiembre el módulo de regreso de la nave aterrizó en una zona de la región autónoma china de Mongolia Interior a la 09:38 horas GMT con sus tripulantes a bordo.